# 乞食坂
乞食坂（こじきざか）は、東京（江戸）に古くからある坂道の名称である。よく知られる乞食坂には、以下の四箇所がある。
1. 日暮里の御殿坂
2. 牛込岩戸町の袖摺坂（そですりざか）
3. 四谷南寺町の暗闇坂
4. 雑司が谷の小篠坂（こさざざか）

## 概要
乞食坂という坂は、かならず寺院の多い場所にあり、その横道や裏道に位置している。寺院の門前はかつて、一年中で最も人出が絶えない場所であり、乞食坂はこうした盛り場に出かけていく乞食の通路であり、休憩場所であったことに由来する。

### 日暮里の乞食坂
日暮里の乞食坂は日暮里駅近くにある寺、本行寺の前にある坂道である。正式な名称は御殿坂。
現在は鉄道の駅やレールによって坂は半分あまりに断ち切られてしまっているが、かつては坂下に乞食小屋があった。坂上は江戸時代末期に遊山場所として繁栄し、仏寺の多い「日暮の里（ひぐらしのさと）」である。日暮の里にある妙隆寺の隣には七面社があり、ここは寛政年間には延命院として延命日道の色欲両道の稼ぎ場所であり、こうした盛り場と乞食小屋との間に「乞食坂」の名が付くのは必然であった。

### 牛込の乞食坂

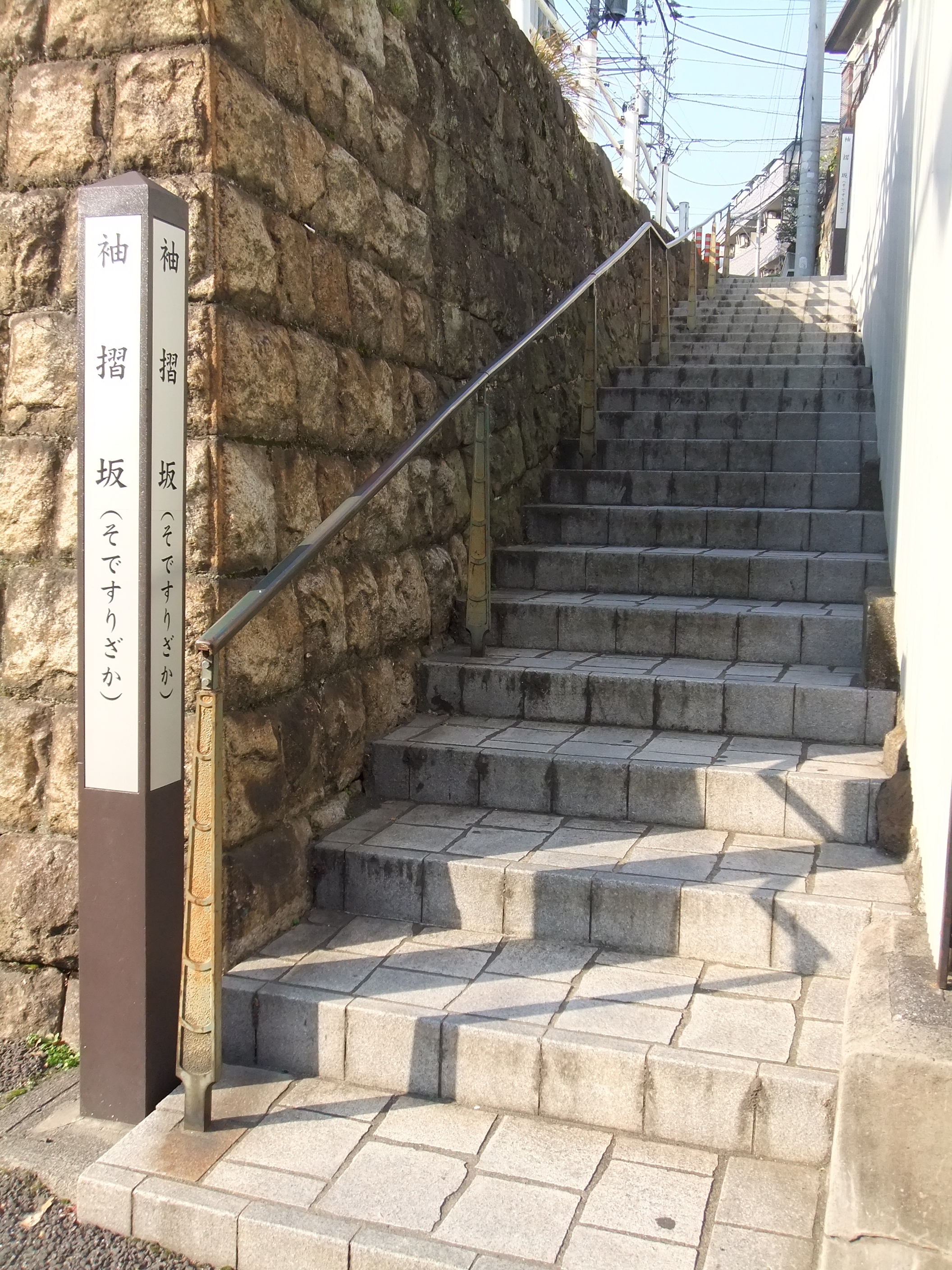
袖摺坂 (2010年12月)

牛込の乞食坂は岩戸町から南へ、北町と袋町との間へ登る坂で、本名は袖摺坂（そですりざか）である。幅一間に足りない狭い坂であったが、坂の西側には大きな榎があり、また坂下の左手には南蔵院の弁天堂があり、坂上の袋町には有名な光照寺の地蔵尊や行元寺がある。
こうした寺町の間にあって、しかも寂しい横町の坂であったため、この坂は昼も夜も乞食の休憩場所となっていた。

### 四谷の乞食坂
付近には寺院が多く、また人々の遊山場所もあったことから、この坂を通るといつも一人二人の乞食がうずくまって休んでいた。別名を、「茶の木坂」とも呼んだ。

### 雑司が谷の乞食坂
文京区大塚五丁目と豊島区雑司が谷一丁目の境界、本浄寺前辺りから池袋のほうに登る坂である。もともとは畦道のような狭い坂で、「小笹坂」「小篠坂」とも言われる。付近には寺院が多く、また人々の遊山場所もあったことから、この坂を通るといつも一人二人の乞食がうずくまって休んでいた。